# Nusaybin
Nusaybin (IPA: [nuˈsajbin]; akkádul Naszibina;, ógörögül  Νίσιβις / Niszibisz; arabul  نصيبين / Naszíbín, szír nyelven ܢܨܝܒܝܢ / Nszíbín; örményül: Մծբին, Mcbin; kurdul: Nisêbîn) város Törökország Mardin tartományában, több egyház címzetes püspöki székhelye.
Népessége 2009-es adatok szerint 83 832. Lakói kurdok, asszírok és arabok.

## Fekvése
A szír Kamislitől északra fekvő település a szír-török határ közelében.

## Története

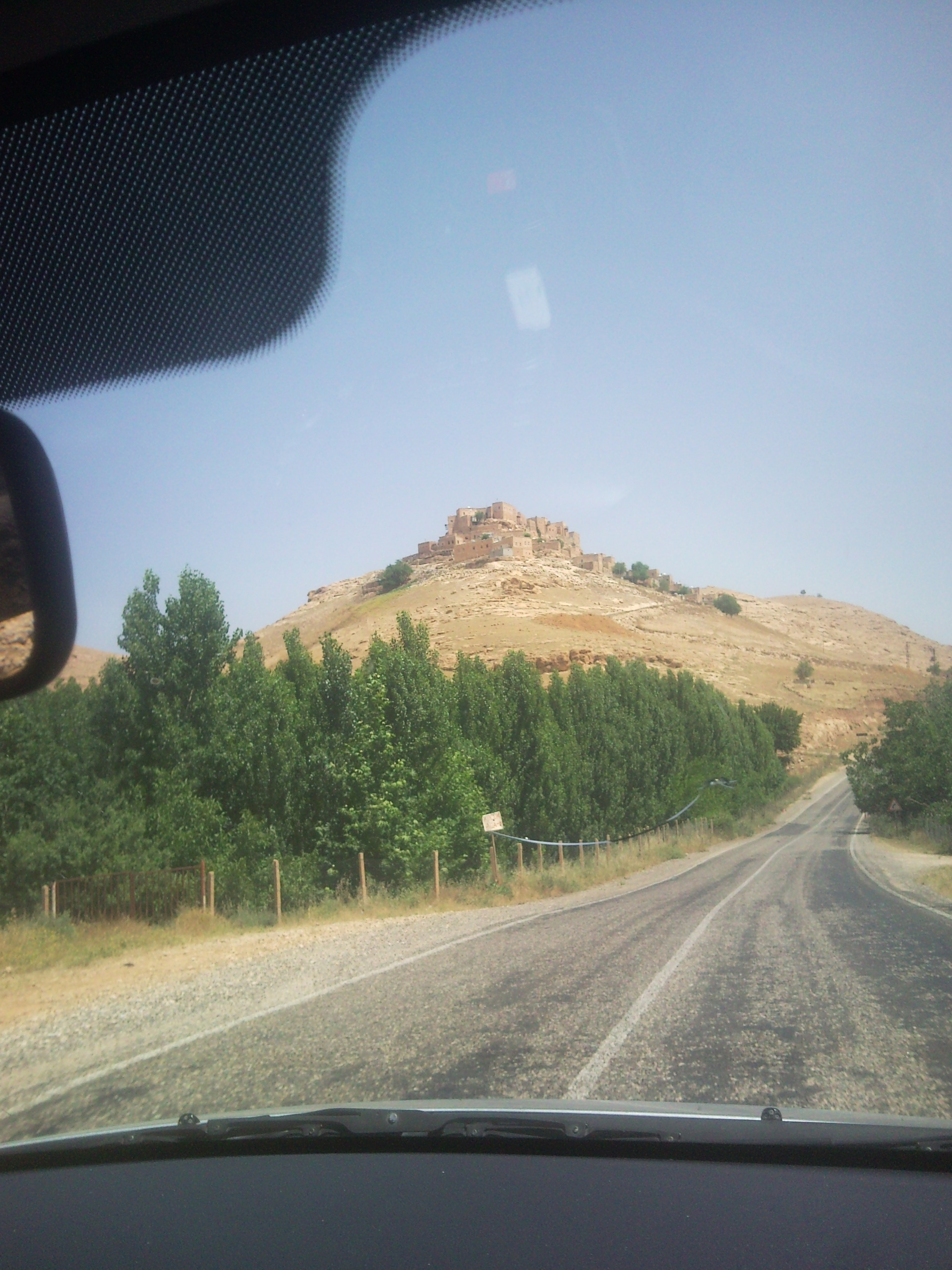
Az erőd romjai a város felett

Története több, mint háromezer éves. Ez alatt az idő alatt sok etnikum lakta. A város az ókor kereskedelmének egyik legfontosabb központja volt. Első említése Kr. e. 901-ből való, Naşibīna néven. Ekkor arameusok lakták. Kr. e. 896-ban az asszírok elfoglalták, már ekkor jelentékeny hely volt, Nacibina néven volt ismert; a Szeleukidák idején Antiokheia hé Mügdonikh volt a neve; Kr. e. 68-ban Lucullus, Kr. u. 115-ben Traianus foglalta el, ez időtől a pártusok, majd az újperzsák ellen mint határerősség szolgált. Kr. u. 195-től kezdve Mezopotámia római provincia székhelye volt,  majd 363-ban Jovianus a perzsáknak engedte át. (Sztrabón 16, 747.) 640-től pedig az araboké lett. A kalifák alatt tovább folytatódott a virágzása a 13. századi mongol invázióiig, végül az inváziók és a belső bajok következtében lehanyatlott.
A 4. és 5. században a közeli Edesszával együtt a szír nyelvű kultúra nagy központja volt.